# Vermeș (gmina)
Gmina Vermeș – gmina w okręgu Caraș-Severin w zachodniej Rumunii. Zamieszkuje ją 1566 osób. W skład gminy wchodzą miejscowości Vermeș, Ersig i Izgar. 